# Tudor Mendel-Idowu
Tudor Olorunninbe Mendel-Idowu (Berkshire, Inglaterra, 15 de enero de 2005) es un futbolista británico que juega como delantero en el Ipswich Town FC de la Premier League.

## Estadísticas

### Clubes
Actualizado al último partido disputado el 16 de marzo de 2024.
| Club                   | Div.          | Temporada     | Liga  | Liga  | Copas nacionales | Copas nacionales | Copas internacionales | Copas internacionales | Total | Total |
| Club                   | Div.          | Temporada     | Part. | Goles | Part.            | Goles            | Part.                 | Goles                 | Part. | Goles |
| ---------------------- | ------------- | ------------- | ----- | ----- | ---------------- | ---------------- | --------------------- | --------------------- | ----- | ----- |
| RSCA Futures · Bélgica | 2.ª           | 2023-24       | 16    | 1     | 0                | 0                | ―                     | ―                     | 16    | 1     |
| RSCA Futures · Bélgica | Total club    | Total club    | 16    | 1     | 0                | 0                | 0                     | 0                     | 16    | 1     |
| Total carrera          | Total carrera | Total carrera | 16    | 1     | 0                | 0                | 0                     | 0                     | 16    | 1     |